# Lavvi Ebbel
Lavvi Ebbel is een Belgische funkrockband uit de jaren tachtig van de twintigste eeuw, met als bekendste lid Luckas Vander Taelen.
Hun bekendste hits zijn Give Me a Gun en Victoria. Bij heel wat mensen is ook de song No Place To Go bekend, door de release ervan op de Belpop-verzamel-lp Get Sprouts. Na twee jaar viel de band uit elkaar.
In 2013 kwam de groep opnieuw bij elkaar. Ze hielden een tournee onder de naam Zombie Tour met één nieuw bandlid in de rangen, namelijk Kloot Per W. Ze releaseden de nieuwe remix single Victoria (Buscemi remix) en brachten een compilatie uit op vinyl. 

## Leden
- Luckas Vander Taelen (zang)
- Kristien D'Haeger (zang)
- Chris Van Ransbeeck (gitaar)
- Marc De Wit (gitaar)
- †Francis Gheys (bas)
- Bea van Ransbeeck (keyboards)
- Erik De Wit (drums)
- Jan Weuts (trompet)
- Erik Michiels (sax)
- Kloot Per W (bas vanaf 2013)
- Jef Ghijselen (bas sinds 2021)
- Wim Van der Elst (sax sinds 2020)

## Discografie
- Albü Meth (1982)
- Kiss me Kate (1982)
- "Guns and Crêpe" Flambée (2014)